# Sombor (općina)
Općina Sombor je jedna od općina u Republici Srbiji. Nalazi se u AP Vojvodini i spada u Zapadnobački okrug. Po podacima iz 2004. općina zauzima površinu od 1.178 km² (od čega na poljoprivrednu površinu otpada 101.070 ha, a na šumsku 7.076 ha).
Centar općine je grad Sombor. Općina Sombor se sastoji od 16 naselja. Po podacima iz 2002. godine u općini je živjelo 97.263 stanovnika, a prirodni priraštaj je iznosio -7,5 %. Po podacima iz 2004. broj zaposlenih u općini iznosi 24.029 ljudi. U općini se nalazi 26 osnovnih i 6 srednjih škola.

## Stanovništvo
Općina Sombor prema popisu stanovništva ima 94.981 stanovnika od kojih oko 8.000 Hrvata i 2.600 Bunjevaca. U selima Bački Breg i Bački Monoštor Hrvati su većinsko stanovništvo.
- Srbi: 61,48%
- Mađari: 12,73%
- Hrvati: 8,33%
- Jugoslaveni: 5,24%
- Bunjevci: 2,81%

## Naselja
- Aleksa Šantić
- Bereg
- Bački Monoštor
- Bezdan
- Doroslovo
- Čonoplja
- Gakovo
- Kolut
- Krnjaja
- Lemeš
- Rastina
- Riđica
- Stanišić
- Stapar
- Telečka